# Killing Me Softly with His Song
"Killing Me Softly with His Song" er en sang skrevet af Charles Fox, med tekst af Norman Gimbel. Lori Lieberman var den første til at synge den i 1972 og den blev et hit i 1973 med Roberta Flack. I 1996 lavede The Fugees en coverversion kun ved navn "Killing Me Softly".
Det danske band Shu-bi-dua lavede en parodi på sangen ved navn "Kylling med Softice" på deres debutalbum Shu-bi-dua (1974), som senere er blevet inkluderet på flere af deres opsamlingsalbum.